# Karl Bacher

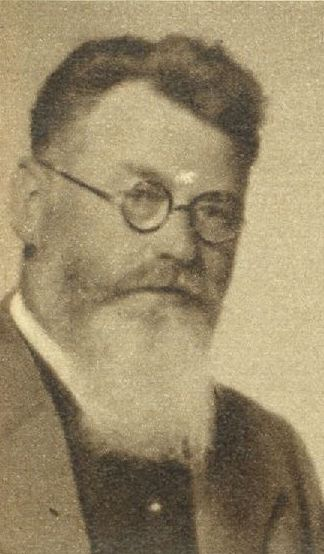
Karl Bacher, um 1937

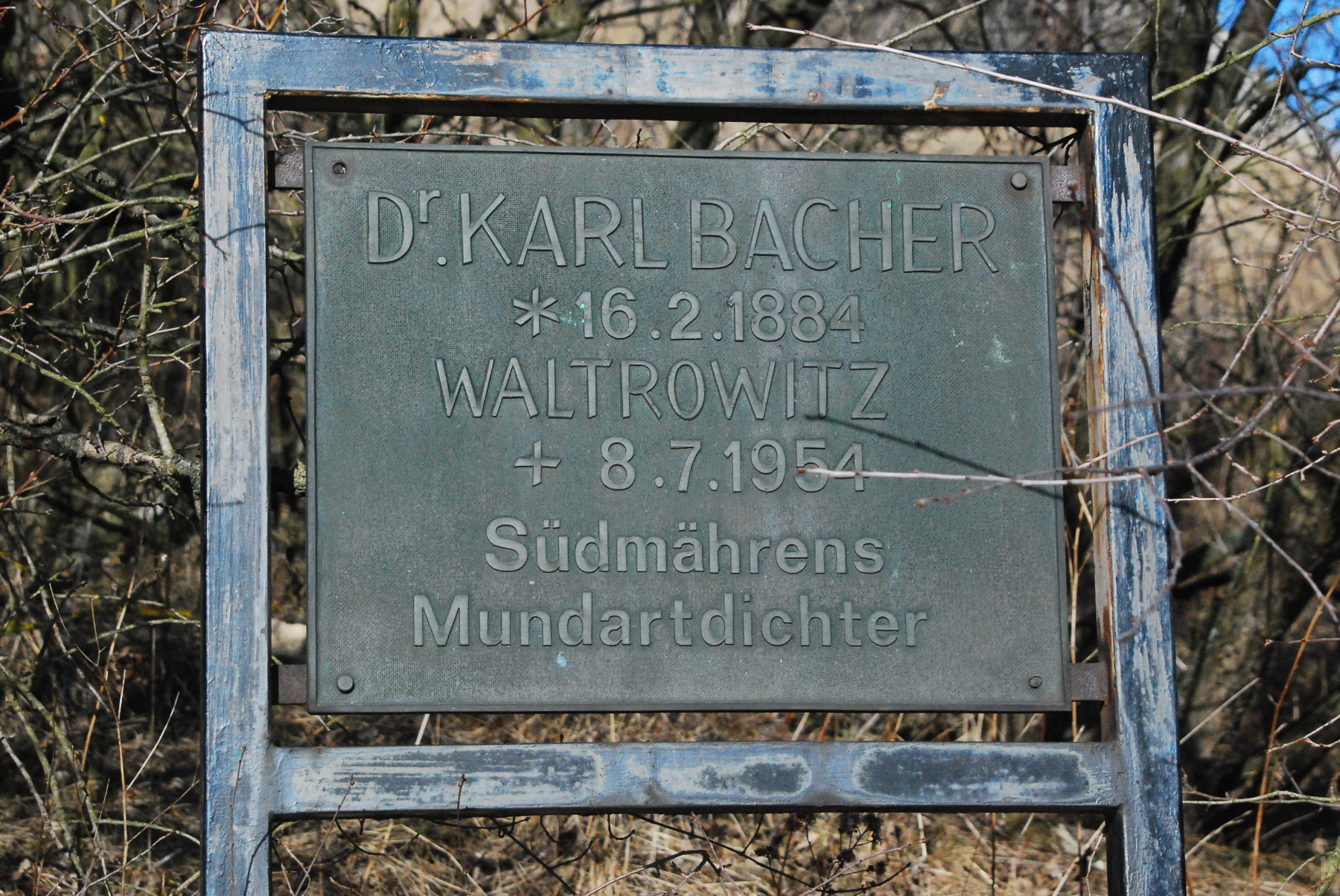
Gedenktafel für Karl Bacher auf dem Schweinbarther Berg in Kleinschweinbarth

Karl Bacher (* 10. Februar 1884 in Waltrowitz, Südmähren; † 8. Juli 1954 in Steyr) war ein Alt-Österreichischer Mundartdichter.

## Leben
Als Kind eines Kleinbauern wurde Karl Bacher in Waltrowitz (Südmähren) geboren. Er studierte bis 1911 an der Universität Wien Latein, Griechisch und Germanistik und war anschließend als Mittelschulprofessor in Wien und 1939 bis 1945 Direktor eines Gymnasiums in Znaim tätig. In den 1930er-Jahren hielt er sich häufig in Zellerndorf in Niederösterreich auf, wo ein Kreis um Josef Pazelt seine Mundartstücke aufführte. 1931 war er Mitherausgeber von „Dichtungen in niederösterreichischer Mundart“.
Zum Ende des Zweiten Weltkrieges hielt sich Karl Bacher mit seiner Familie in Steyr auf. Nach dem Zweiten Weltkrieg wurde sein, wie das gesamte Vermögen der deutschen Einwohner von Waltrowitz, laut dem Beneš-Dekret 108 konfisziert. Anschließend wurden die deutschen Bewohner vertrieben. Karl Bacher verblieb bis zu seinem Tod in Steyr.
Karl Bacher beschäftigt sich in seinen Werken mit Natur, Land und niederösterreichischen/südmährischen Brauchtum, charakteristisch dafür: „Dos Liad vo der Thaya“, ein unvollständig gebliebenes Epos in Hexametern, das postum 1974 veröffentlicht wurde.
In all seinen Gedichten zeigt sich seine tiefempfundene Liebe zu seiner Mutter und zu seinem Geburtsland, z. B.: Herdfeuer von Dahoam (1952), und in seinen vielen Einschaltungen im Südmährischen Jahrbuch sowie im Südmährer.

## Berufliches und politisches Wirken
Schon früh zeigte sich Bachers Interesse an der Mundartdichtung und der Heimatkunde: Bereits in jungen Jahren engagierte er sich neben seinem Schuldienst ehrenamtlich in kulturellen Vereinigungen. So fungierte er als Schriftführer und Obmann im Reichsbund deutscher Mundartdichter, einer Vereinigung zur Förderung der deutschsprachigen Dialektdichtung. Nach dem Studium der Germanistik und klassischen Philologie in Wien promovierte er 1911 und arbeitete als Lehrer (Mittelschulprofessor) in Wien.
Schon früh zeigte sich Bachers Interesse an der Mundartdichtung und der Heimatkunde: Bereits in jungen Jahren engagierte er sich neben seinem Schuldienst ehrenamtlich in kulturellen Vereinigungen. So fungierte er als Schriftführer und Obmann im "Reichsbund deutscher Mundartdichter", einer Vereinigung zur Förderung der deutschsprachigen Dialektdichtung. Diese frühe Tätigkeit verdeutlicht, dass Bacher über die reine Schriftstellerei hinaus organisatorische Verantwortung in der Kulturszene übernahm. Zudem untermauerte er sein kulturelles Engagement durch rege Vortragstätigkeit: In den 1920er Jahren hielt er Lesungen und Vorträge bei deutschen Schulvereinen, in Volkshochschulen und in der Wiener Urania, wodurch er zur Verbreitung der Mundartliteratur und zur Pflege des deutschen Brauchtums beitrug. Bacher war Mitbegründer bzw. Mitherausgeber dialektliterarischer Werke – so gab er 1931 die Sammlung „Dichtungen in niederösterreichischer Mundart“ mit heraus. Diese Aktivitäten zeigen ein indirektes politisches Engagement, insofern als er die deutsch-österreichische Kultur und Sprache förderte, was gerade im ethnisch vielfältigen Kontext Südmährens eine identitätsstiftende und potenziell politische Aussage war.
Obwohl Karl Bacher kein Berufspolitiker war, wurde er zur Zeit des Nationalsozialismus in formeller Hinsicht politisch eingebunden. Nach dem „Anschluss Österreichs“ im März 1938 begrüßte Bacher offenbar die neuen Verhältnisse: Die Angliederung des Sudetenland und der südmährischen Gebiete an das Deutsche Reich bedeutete für ihn, dass seine geliebte Heimatregion nach dem Ersten Weltkrieg (als Südmähren von Österreich getrennt worden war) nun zwar nicht mehr zu Österreich, aber zum deutschen Staat gehörte. Bachers Biografen vermerken diesen Umstand deutlich – so wird beschrieben, der Anschluss „brachte endlich Bachers geliebte Heimat zurück“, woraufhin er 1939 mit seiner Familie nach Znaim übersiedelte und dort eine Stelle als Gymnasiallehrer annahm. Dies legt nahe, dass Bacher die nationalsozialistische Neuordnung Mitteleuropas zumindest insofern befürwortete, als sie die von ihm empfundene historische Ungerechtigkeit (den Verlust Südmährens an die Tschechoslowakei 1918) korrigierte.
In Znaim machte Bacher auch beruflich Karriere: Er wurde 1942 zum Oberstudienrat ernannt und 1943 zum Direktor des Gymnasiums Znaim befördert.
Solche Beförderungen setzten in der NS-Zeit üblicherweise eine politische Zuverlässigkeit voraus. Tatsächlich war Karl Bacher Mitglied der NSDAP (Nationalsozialistische Deutsche Arbeiterpartei). Seine Parteimitgliedschaft wird in den Quellen insofern deutlich, als er nach 1945 in der Entnazifizierung als „Minderbelasteter“ eingestuft wurde und ihm zunächst jede weitere Tätigkeit im öffentlichen Dienst verboten war – eine direkte Folge seiner NSDAP-Mitgliedschaft. Bacher hatte also für die NSDAP bzw. unter deren Regime gewirkt, wenn auch primär in seiner Rolle als Pädagoge und Kulturschaffender. Ein offizielles politisches Amt (etwa in der Verwaltung oder Partei-Hierarchie) ist nicht überliefert, doch seine Funktion als Schuldirektor zur Kriegszeit kann als politisch begünstigte Position angesehen werden. Außerdem wurde Bacher an seinem 60. Geburtstag im Februar 1944 zum Ehrenbürger der Stadt Znaim ernannt – eine Ehrung, die in jener Zeit ebenfalls im Kontext der nationalsozialistischen Verwaltung zu sehen ist und seine Anerkennung durch das Regime dokumentiert.
Zusammenfassend war Bacher während der 1930er und frühen 1940er Jahre insofern politisch aktiv, als er sich mit der NS-Herrschaft arrangierte und institutionell einband: Er trat der NSDAP bei und konnte dadurch wichtige Funktionen (Schulleiter, kultureller Akteur) in seiner Heimatregion ausüben. Eine Zugehörigkeit zu einer anderen Partei als der NSDAP ist nicht belegt; vor 1938 war er als österreichischer Staatsbürger in keiner Parteipolitik offen in Erscheinung getreten, seine Sympathien lagen jedoch offenbar bei den deutschnationalen Bestrebungen, wie seine Freude über den „Anschluss“ Südmährens an das Reich nahelegt.

### Nachkriegszeit: Entnazifizierung und spätere Tätigkeiten
Nach dem Ende des Zweiten Weltkriegs geriet Karl Bacher – wie viele ehemalige NSDAP-Mitglieder – in die Mühlen der Entnazifizierung. Aufgrund seiner Mitgliedschaft in der NSDAP und seiner Stellung im Schuldienst durfte er unmittelbar nach 1945 nicht mehr im öffentlichen Sektor arbeiten. Er und seine Familie flohen zudem im Mai 1945 aus Südmähren nach Österreich, da die deutsche Bevölkerung dort infolge der Beneš-Dekrete enteignet und vertrieben wurde. Bacher ließ sich in Steyr (Oberösterreich) nieder, hatte jedoch zunächst mit wirtschaftlichen Entbehrungen zu kämpfen, da ihm die Berufsausübung verboten blieb. Er stellte mehrere Gnadengesuche, um von den Sühnefolgen (den Sanktionen der Entnazifizierungsbestimmungen) befreit zu werden. Schließlich gelang es ihm, 1948 eine staatliche Pension als Lehrer zu erhalten, nachdem er als Minderbelasteter entlastet wurde. Trotz dieser Rückschläge blieb Karl Bacher kulturell und in gewisser Weise auch politisch engagiert. Bereits 1946 beteiligte er sich maßgeblich an der Neugründung des „Vereins der Mundartfreunde Österreichs“. Dieses Engagement zeigt, dass Bacher weiterhin bestrebt war, die Dialektdichtung und Heimatkultur zu pflegen – nun im Rahmen der neu entstandenen Zweiten Republik. Der Verein setzte die Tradition der Mundartpflege fort, allerdings nun auf demokratischer Grundlage, losgelöst von der Vereinnahmung durch das NS-Regime. Bacher nahm seine Vortragstätigkeit wieder auf und veranstaltete Dichterlesungen, wodurch er in der Öffentlichkeit präsent blieb. Zudem hielt er engen Kontakt zu Gleichgesinnten im Weinviertel (Niederösterreich), insbesondere zu Freunden der sogenannten „ui-Mundart“ im Pulkautal. Dieses Netzwerk knüpfte an seine Vorkriegstätigkeit an und diente der Bewahrung der südmährisch-niederösterreichischen Mundarttradition. Eine weitere Facette seiner späten Jahre war Bachers Mitwirken in der Vertriebenencommunity der Südmährer. Im Februar 1949 wurde in Geislingen (Baden-Württemberg) ein südmährischer Arbeitsausschuss gegründet, der als Keimzelle einer landsmannschaftlichen Organisation der vertriebenen Deutsch-Südmährer diente. Karl Bacher trat dieser Gemeinschaft bei: Er stand fortan in ständigem Kontakt mit den sogenannten Südmährern (der Interessensvertretung der Heimatvertriebenen aus Südmähren) und veröffentlichte viele seiner neuen Gedichte in deren Publikationen. So erschienen zahlreiche Beiträge Bachers in den Südmährischen Jahrbüchern und in der Zeitschrift "Der Südmährer". Dies unterstreicht, dass Bacher sich bis zu seinem Tod 1954 als sprachrohr seiner Landsleute verstand – er engagierte sich für den Zusammenhalt und die kulturelle Identität der Vertriebenen, was durchaus als politisches Engagement im weiteren Sinne gelten kann (wenn auch nicht parteipolitisch, so doch gesellschaftspolitisch). Ein aktives Mitwirken in der österreichischen Parteipolitik der Nachkriegszeit ist hingegen von Bacher nicht bekannt; er bekleidete keine öffentlichen Ämter mehr und konzentrierte sich auf die literarisch-kulturelle Arbeit innerhalb der Vertriebenenverbände und Heimatvereine.

### Politische Haltung in Bachers Werken und Auftritten
Karl Bachers politische Haltung – insbesondere sein ausgeprägter Heimatbezug und konservativ-patriotisches Gefühl – spiegelt sich deutlich in seinem literarischen Werk wider. Schon die biografischen Umstände beeinflussten den Ton seiner Dichtung: Nach dem Zerfall der Habsburger-Monarchie 1918 fiel sein Heimatland Südmähren an die Tschechoslowakei, was Bacher als schmerzlichen Verlust empfand. Dieser Schmerz und die Sehnsucht nach der alten Zugehörigkeit verleihen seiner Lyrik einen tief empfundenen, wehmütigen Unterton. In alle seinen Gedichten zeigt sich Bachers Liebe zur Heimat und zu den Traditionen seiner Herkunftsregion. Typische Themen seiner Dialektgedichte sind Naturverbundenheit, bäuerliches Leben, Jahreszeiten und Brauchtum in Südmähren und Niederösterreich. Darin wird implizit eine wertkonservative Haltung deutlich, die ländliche Idylle und Heimatverbundenheit hochhält – Werte, die oft mit einer nationalen bzw. heimatpolitischen Gesinnung einhergehen. Konkrete politische Aussagen im Sinne tagespolitischer Stellungnahmen findet man in Bachers literarischen Veröffentlichungen kaum; er agitierte nicht direkt in seinen Gedichten oder Theaterstücken. Stattdessen äußerte sich seine Gesinnung eher in Stimmung und Stoffwahl. Beispielsweise verarbeitet er im Theaterstück „Mutter“ (1935) und anderen Bauerndramen die Thematik von Familie, Heimat und Verlust, was vor dem Hintergrund der politischen Umbrüche seiner Zeit gelesen werden kann. Besonders aufschlussreich sind seine Publikationen nach 1945: Der Gedichtband „A Loabl Brot vo dahoam. Mundartgedichte aus dem verlorenen Südmähren“ (1951) trägt den Heimatverlust schon im Titel. Ebenfalls symbolträchtig ist sein unvollendetes Epos „Dos Liad vo der Thaya“ (Das Lied von der Thaya), das postum 1974 erschien. Die Thaya bildet die Grenze zwischen Mähren und Niederösterreich – Bachers Wahl dieses Themas kann als poetische Verarbeitung der Trennung und gleichzeitigen Zusammengehörigkeit dieser Regionen verstanden werden. Indem er das Leid der Vertriebenen und die Liebe zur Heimat literarisch festhielt, bezog Bacher indirekt Stellung gegen die politischen Realitäten, die zur Vertreibung führten, und bewahrte die Erinnerung an das verlorene Südmähren lebendig. Auch in seinen öffentlichen Auftritten nach 1945 – etwa Lesungen bei Heimattreffen oder kulturellen Veranstaltungen – zeigte sich seine Haltung. Er galt als „Sänger und Künder des Südmährerlandes“, wie ihn ein Nachruf in der Sudetendeutschen Zeitung nannte. Damit wurde Bacher zum Sprachrohr einer Volksgruppe, was in der Nachkriegszeit durchaus politische Bedeutung hatte, da die Vertriebenen um Anerkennung ihres Schicksals und den Erhalt ihres Kulturerbes bemüht waren. Seine Mundartvorträge vermittelten Heimatgefühl und Zusammenhalt unter den Vertriebenen, ohne jedoch explizite politische Forderungen zu stellen.

## Trivia
In Zellerndorf befindet sich eine Gedenkstätte für Karl Bacher.
Ebenfalls in Zellerndorf befindet sich die "Karl Bacher Straße", die nach ihm benannt ist.
Die "Bacher Runde" ist ein Verein der in Zellerndorf ansässig ist und sich mit Mundart-Literatur befasst.

## Werke
Lyrik
- Südmährische Gedichte. Wien, 1922
- Neue südmährische Gedichte. Wien, 1922
- Zeitige Äh'an. Nikolsburg, 1926
- Schnitthohn. Knittelfeld, 1931
- Les'weinbeer. Eigenverlag Wien, 1937
- A Loabl Brot vo dahoam. Wien, 1951
- Ausklabte Äpfln. Wien, 1952
- Herdfeuer vo dahoam. Geislingen/steige, 1952

Dramatik
- Die Geschichte lässt sich einrenken. Einakterlustspiel, 1918
- Der Heiratsnorr oder Drei in der Zwickmühle oder Drei auf einer Bank. Ländliches Lustspiel in drei Akten, 1929
- Milirahmstrudl. Heiteres Bauernspiel in vier Aufzügen, 1931
- Der Goethebauer. Bauernlustspiel (Festspiel) in vier Szenen, 1932
- Bauer und Knecht. Bauerndrama in drei Aufzügen, 1932
- De rennade Reuter oder Geld kommt aus Amerika. Bauernlustspiel in drei Aufzügen, Wien, 1934
- Zeitige Troader oder De Heilign drei Küning beim Heirtasstiftn. Heiteres Bauernspiel von der Bauzeit bis zum Schnitt, 1936
- Mutter. Bauerndrama in drei Aufzügen, Reichenberg, 1939
- Meier Helmbrecht. Bauerndrama in fünf Aufzügen, Reichenberg, 1939
- Ums Ausnohmsstüberl. Bauerndrama in drei Aufzügen, 1940
- Dos Ockermandl. Das Spiel vom guten und schlechten Bauer, sechs Szenen, 1943
- Der Landrichter von Urbau. Geschichtliche Bauerntragödie in fünf Aufzügen, 1943
- König Lear im Bauerngwond oder Sein Kampf ums Recht. Bauerntragödie in fünf Aufzügen, 1945
- Der Wettermacher von Dumbachl. Bauernkomödie in vier Aufzügen, 1945
- Wer is der Rechte? Heiteres Bauernspiel in drei Aufzügen, Wien, 1949

Prosa
- Mutter. Zwei Erzählungen aus Südmähren, Knittelfeld 1930
- Die Weinbeergoaß. Hörspiel, 1934

Postum
- Der Knödelwettstreit. Ein fröhliches Volksspiel in vier Akten, München, 1955
- Dos Liad vo der Thaya. Epos in 13 Gesängen, Stuttgart, 1974
- A Gsong vo dahoam. Zusammenstellung der populärsten Gedichte, Wels, 1983
- Gesammelte Gedichte. Historisch-kritische Ausgabe der Gedichte von 1922–1931, Gösing, 2003[6]

## Belege
1. ↑  Österreichisches Biographisches Lexikon ab 1815, 2. Auflage
2. ↑  Österreichisches Biographisches Lexikon ab 1815, 2. Auflage
3. ↑  suedmaehrer.at
4. ↑  Österreichisches Biographisches Lexikon ab 1815, 2. Auflage
5. ↑  suedmaehrer.at
6. ↑  Werkaufstellung nach Johannes Hauer: Karl Bacher, Nachwort zu A Gsong vo dahoam, Wels 1983, S. 74–77.

| Personendaten    | Personendaten               |
| ---------------- | --------------------------- |
| NAME             | Bacher, Karl                |
| KURZBESCHREIBUNG | südmährischer Heimatdichter |
| GEBURTSDATUM     | 10. Februar 1884            |
| GEBURTSORT       | Waltrowitz, Südmähren       |
| STERBEDATUM      | 8. Juli 1954                |
| STERBEORT        | Steyr, Oberösterreich       |